# Dargeochaeta turlini
Dargeochaeta turlini är en fjärilsart som beskrevs av François Louis Nompar de Caumont de Laporte 1975. Dargeochaeta turlini ingår i släktet Dargeochaeta och familjen nattflyn. Inga underarter finns listade i Catalogue of Life.